# Wadi Derna

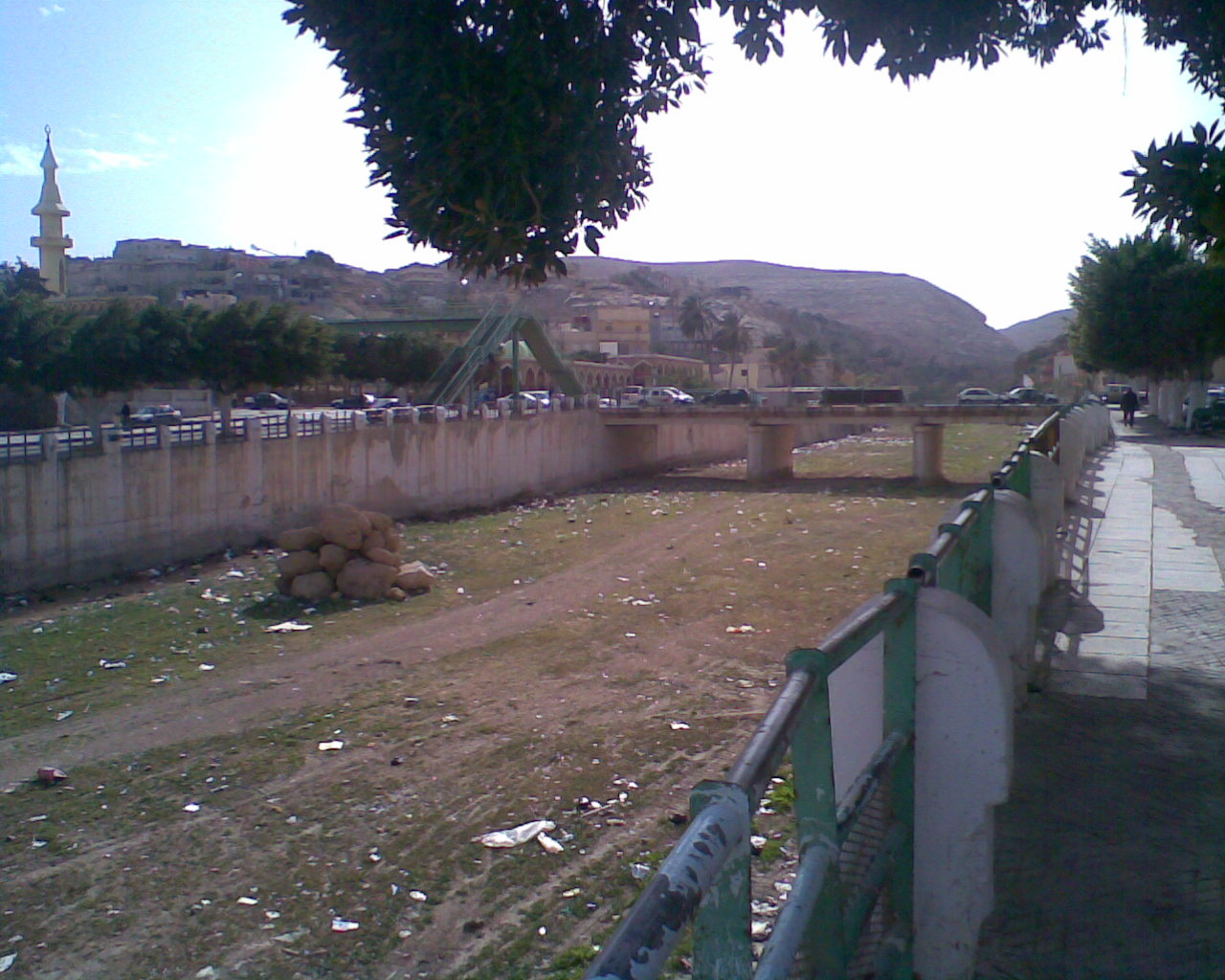
De Wadi Derna in 2010

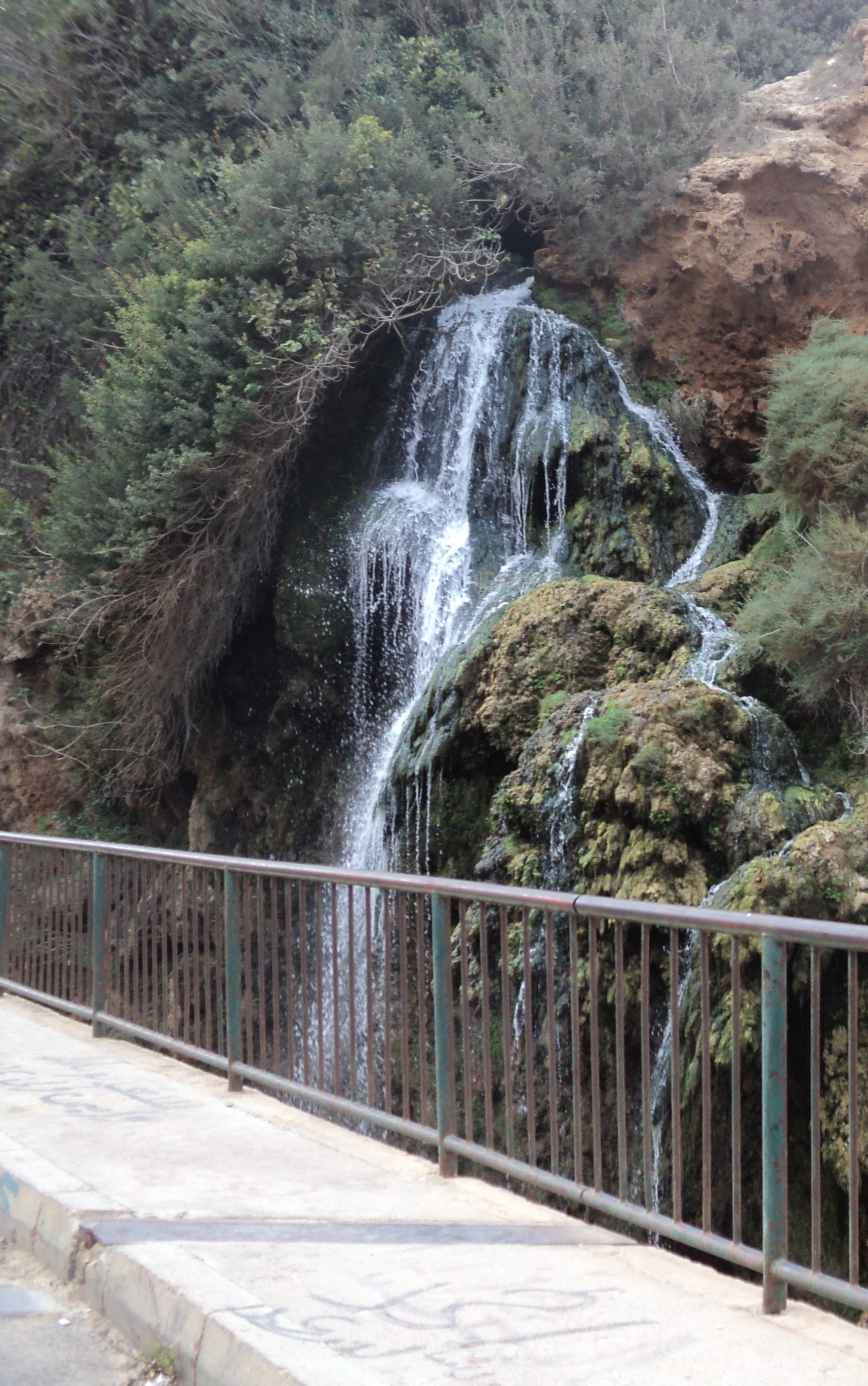
Waterval

De Wadi Derna is een meestal droogstaande rivier (wadi) in Libië.
De rivier heeft een lengte van ongeveer 60 km. Er zijn twee dammen om de stad Derna te beschermen. Een toeristische bestemming is de waterval ongeveer 4 km ten zuiden van de stad.
De twee stuwdammen braken door tijdens een storm in september 2023, waardoor een groot deel van de stad werd verwoest.